# Wolna biblioteka czcionek
Wolna biblioteka czcionek (ang. Open Font Library – OFLB) – międzynarodowy projekt mający na celu rozpowszechnianie czcionek na otwartej licencji. Członkowie społeczności spotykają się na corocznym spotkaniu Libre Graphics Meeting. Wolna biblioteka czcionek zachęca od używania licencji SIL Open Font License (OFL). W związku z tym, że strona ma takie same inicjały jak licencja, do opisu biblioteki używa się skrótu OFLB.